# Partidos políticos de Puerto Rico
Existen múltiples partidos políticos en Puerto Rico.  Estos tienen representación en el Senado de Puerto Rico; el Partido Popular Democrático, el Partido Nuevo Progresista el Partido Independentista Puertorriqueño, Movimiento Victoria Ciudadana y Proyecto Dignidad.
La posición en el espectro de la política partidaria puertorriqueña se ha visto impregnada del tema sobre el estatus político de la isla entre tres posiciones principales; la anexión a Estados Unidos defendida por el PNP, el mantenimiento del status quo defendido por el PPD y la plena independencia defendido por el PIP. El MVC y PD no apoyan una posición especifica, sino que apoyan que se haga un plebiscito que sea vinculante con el Congreso de los Estados Unidos.
Además de estos tres partidos principales, los dos partidos mayores de Estados Unidos también tienen representación en la isla; el Partido Republicano de Puerto Rico y el Partido Demócrata de Puerto Rico, aunque a su vez estos partidos pueden relacionarse con los dos partidos mayores puertorriqueños, a razón de que los militantes del Partido Nuevo Progresista a menudo lo son también del Partido Republicano y los del Partido Popular Democrático lo son del Demócrata. Recientemente, el Movimiento Victoria Ciudadana y el Partido Independentista Puertorriqueño formaron una coalición llamada La Alianza. Su objetivo es un cambio en el estatus político de Puerto Rico.

## Partidos con representación parlamentaria
| Partido | Partido                                | Logo |  | Posición en el espectro                                                   | Ideología                                                       | Posición sobre el estatus          |
| ------- | -------------------------------------- | ---- |  | ------------------------------------------------------------------------- | --------------------------------------------------------------- | ---------------------------------- |
|         | Partido Popular Democrático            |      |  | Centro con Tercera Via y centro radical Centro izquierda a Centro derecha | Atrapalotodo Centrismo Socioliberalismo                         | Estado Libre Asociado              |
|         | Partido Nuevo Progresista              |      |  | Centro izquierda a Centro derecha                                         | Atrapalotodo Centrismo Neoliberalismo                           | Anexión a Estados Unidos           |
|         | Partido Independentista Puertorriqueño |      |  | Centro izquierda a Izquierda                                              | Progresismo Socialdemocracia Socialismo democrático             | Independencia de Estados Unidos    |
|         | Movimiento Victoria Ciudadana          |      |  | Centroizquierda a Izquierda                                               | Progresismo Socialdemocracia Socialismo democrático             | Asamblea constituyente             |
|         | Proyecto Dignidad                      |      |  | Centroderecha a Derecha                                                   | Democracia cristiana Conservadurismo Economía social de mercado | Plebiscito Vinculante con Congreso |

Otros partidos políticos activos en la actualidad:
- Partido Comunista de Puerto Rico: Fundado en 1940, refundado en 2010. El enfoque del partido es establecer una economía comunista y abogar por los derechos del trabajador. También apoya la independencia para Puerto Rico de Estados Unidos. Cree en acabar con el imperialismo y el mercado.
- Partido Nacionalista de Puerto Rico: Fundado el 17 de septiembre del 1922, refundado en 2009. Persigue la independencia absoluta de Puerto Rico. Su líder máximo en el siglo 20 fue Pedro Albizu Campos.
- Partido Acción Civil: Fundado en 1997 con el fin de defender los intereses de la clase media asalariada. Se reactivó el 17 de octubre de 2010 para inscribirse como partido local por petición en San Juan, Puerto Rico.[8]
- Partido del Pueblo Trabajador: Fundado por líderes sindicales, feministas, ambientalistas, estudiantiles, el 5 de diciembre de 2010. El enfoque del partido fue mejorar las condiciones de empleo, el salario, los servicios esenciales y el medio ambiente en Puerto Rico. [9]El partido quedó disuelto de facto al no solicitar su reinscripción luego de la elección de 2016.
- Movimiento Ciudadano Pro Familia: Fundado en el 2015, un nuevo partido que defiende los derechos del pueblo, y de los valores judío-cristianos del pueblo de Puerto Rico.

Otras organizaciones políticas:
Tendencia Izquierdista y Soberanista:
- Federación Universitaria Pro Independencia: Tendencia socialista e Independentista.
- Movimiento Socialista de Trabajadores: Organización socialista fundada en el 1982 producto de la fusión entre dos organizaciones socialistas e independentistas: el Partido Socialista Revolucionario y el Movimiento Socialista Popular.
- Organización Socialista Internacional (OSI): Organización socialista revolucionaria fundada en el 1993.
- Frente Socialista: Se fundó a principios de la década del 1990.
- Ejército Popular Boricua: Organización armada que operó clandestinamente en Puerto Rico y Estados Unidos. Su máximo líder fue Filiberto Ojeda Ríos muerto por el FBI en un enfrentamiento en 2005.
- Movimiento Independentista Nacional Hostosiano: Fundado el 6 de mayo del 2004, de la unión del Nuevo Movimiento Independentista Puertorriqueño y el Congreso Nacional Hostosiano.
- Movimiento al Socialismo: Fundado en 2008 producto de la fusión del Partido Revolucionario de los Trabajadores (PRT-Macheteros), la Juventud de Izquierda Revolucionaria (JIR), el Taller de Formación Política (TFP) y el Proyecto de Trabajo Político.
- Instituto Soberanista Puertorriqueño: Fundado por Ángel Collado-Schwarz en el 2009. Es un instituto de educación política, no partidista y sin fines de lucro, cuyo propósito principal es educar sobre la soberanía, y su conveniencia y viabilidad para Puerto Rico.[10]
- Movimiento Nacionalista Revolucionario: Fundado en el 2015. Aspira a la independencia de Puerto Rico y la formación de una Confederación Antillana bajo de un sistema socialista libertario.

Tendencia Estadista (anexión USA):
- Renacer Estadista: Tendencia anexionista.
- Nuevo Movimiento Estadista: Tendencia anexionista.
- Puerto Rico Statehood Students Association: Tendencia anexionista.

Tendencia Hispanista y Autonomista (integración en España):
- Movimiento de Reunificación de Puerto Rico con España: Fundado en 2014. MRE, refundado como MPRE. Busca la reunificación de Puerto Rico con España como decimoctava comunidad autónoma. Toman a las Islas Canarias como ejemplo.
- Movimiento Adelante Reunificacionistas de Puerto Rico: Asociación de carácter político e indentitario puertorriqueña, que a través de actividades culturales e informativas promueve la reunificación de Puerto Rico con la corona Española.

## Partidos políticos históricos de Puerto Rico
Partidos políticos con representación o participación en la Asamblea Legislativa o en la elección del Comisionado Residente o Gobernador u otros aspectos:
- Partido Liberal Reformista (1870-1873), que se transforma en el Partido Federal Reformista (1873-1887) y Partido Autonomista Puertorriqueño (1887-)
- Partido Liberal Conservador (1870-1873), que se transforma en el Partido Incondicional Español (1873-1898)
- Partido Autonomista Ortodoxo (1897)
- Partido Republicano Puertorriqueño (1900)
- Partido Federal Americano (1900)
- Partido Federal (1900)
- Partido Unionista de Puerto Rico (1904)
- Partido de la Independencia (1912-¿?)
- Partido Obrero Socialista Insular (1920-¿?)
- Partido Estadista (Republicano) Puertorriqueño (PER)
- Partido Liberal Puertorriqueño
- Unión Republicana
- Partido Acción Cristiana (1960)
- Partido del Pueblo (1968-72)
- Socialista Puertorriqueño (1971)
- Unificación Puertorriqueña Tripartita
- Partido Agrícola Puro de Puerto Rico
- Partido Unión Republicana Progresista
- Partido Reformista Puertorriqueño
- Partido Renovación Puertorriqueña (1983-1987)
- Partido Puertorriqueños por Puerto Rico (2007-2012)
- Movimiento Unión Soberanista (2010-2013).